# حزب النداء الديمقراطي المسيحي
حزب النداء الديمقراطي المسيحي (بالهولندية:Christen Democratisch Appèl) ويختصر (حزب النداء الديمقراطي المسيحي) هو حزب سياسي في هولندا، تأسس في 11 أكتوبر عام 1980.

## وصلات خارجية
- الموقع الرسمي (بالهولندية)